# 道化パブロ・デ・バリャドリード

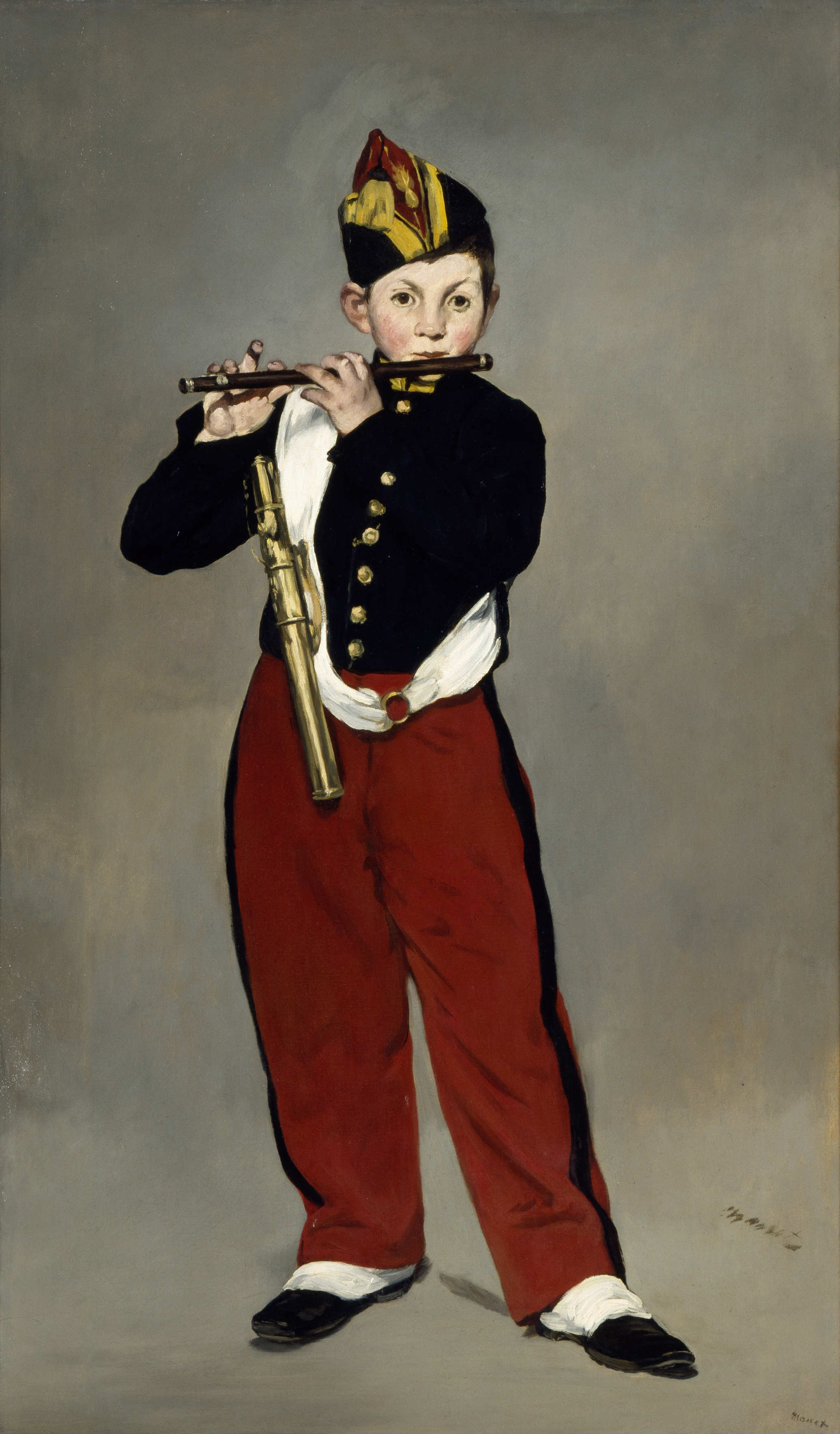
エドゥアール・マネ『笛を吹く少年』、(1866年)、オルセー美術館 (パリ)

『道化パブロ・デ・バリャドリード』（どうけパブロ・デ・バリャドリード、西: Pablo de Valladolid、英: Pablo de Valladolid）は、バロック期のスペインの巨匠ディエゴ・ベラスケスが1635年ごろに制作したキャンバス上の油彩画である。画家がスペイン国王フェリペ4世の宮廷に仕えた道化をモデルにした作品のうちの1点であり、当時ほぼ完成していたマドリード郊外のブエン・レティーロ宮殿の装飾のために描かれた。マドリードのプラド美術館に収蔵されている。

## 背景
近代ヨーロッパにおいては、ほとんどの宮廷や貴族の邸宅に「楽しみを与える人々」(ヘンテス・デ・プラセール、西: Gentes de placer) と呼ばれる職業の人々が存在した。道化や短身、狂人、奇形などの人々で、スペインにおいてはカトリック両王の時代から18世紀初頭まで王族や貴族のそばに仕えていた。
資料によると、16世紀後半からの約150年で123名のそうした人々がマドリードの宮廷内にいたとあり、ベラスケスが王付き画家として宮廷にいた40年たらずの間にも50人以上を数えた。その悲惨な境遇のために一般社会からは締め出されていた彼らは、宮廷ではペットのように扱われたものの、衣服、靴、食事、宿泊所、小遣いを与えられ、家族同様にも遇されていた。王侯・貴族は彼らの狂言、狂態、身体、愚純を笑って暗澹たる生活の慰安を見出したのである。彼らだけは、礼儀作法を無視して公・私両面で王族と自由に付き合えた人物であり、聖・俗という宮廷2極構造の俗を代表していた存在である。
スペインではアントニス・モル、フアン・サンチェス・コターン、フアン・バン・デル・アメンといった画家たちが彼らの姿を描いているが、彼らをもっとも好んで描き、制作した絵画の点数も多い画家はベラスケスである。それらの作品が制作された時期は画家が第1回目のイタリア旅行から帰国してからである。

## 作品
本作のモデルのパブロ・デ・バリャドリードは、1632年から死去した1649年までマドリードの宮廷にいた人物である。名前の由来は不明であるが、俳優としての才能を買われて宮廷に仕えたと思われる。画面の姿は彼の得意とした役者としての演技途中のポーズか習癖であろう。状況を暗示する設定を一切取り去り、鑑賞者と同じ世界にいることが両足のみで示されている。背景には壁や床も描かれてないが、深い空間を意識させる。このような空間の創造はそれまでの絵画にはないコンセプトであり、絵画の革新者ベラスケスの真骨頂といえる。また、色彩のグラデーションと右下に投影されたモデルの影によって、その存在感が見事に演出されており、画家の円熟した技法が光っている。19世紀フランスの画家エドゥアール・マネはベラスケスを「画家の中の画家」と呼び絶賛したが、この作品については「背景が消えている」と感嘆し、「絵画史上もっとも驚嘆すべき作品」と評した。そして、本作に触発されて、『笛を吹く少年』(オルセー美術館) を制作している。